# Aradus proboscideus
Aradus proboscideus är en insektsart som beskrevs av Walker 1873. Aradus proboscideus ingår i släktet Aradus och familjen barkskinnbaggar. Inga underarter finns listade i Catalogue of Life.